# 俞惟乐
俞惟乐（1926年—2022年），女，上海人，原籍江苏省吴县，中华人民共和国分析化学家，在色谱研究领域享有盛誉。第五、六、八届全国政协委员。

## 生平
1948年，毕业于上海圣约翰大学化学系，获理学学士学位。1950年，自美国范德堡大学理学院获得有机化学的理学硕士学位。同年归国，在大连工学院附属研究所（中国科学院大连化学物理研究所的前身）工作。1958年，到中国科学院兰州化学物理研究所工作，曾任副所长、研究员。
1980年，俞惟乐成功研制SG— 1型气相色谱——微波等离子体发射光谱联用仪。1981年，获联邦德国《色谱快报》聘为编委。1983年，俞惟乐获得全国三八红旗手称号。1991年，俞惟乐参与创办《分析测试技术与仪器》杂志，并长期任主编。

## 著作
- 《填充气相色谱》
- 《高效液体色谱固定相》[1]

## 家庭
- 家翁：陳良士（陳世諒）[3]
- 丈夫：陈绍澧，化学家，文化大革命中自杀身亡。
- 弟：俞惟忠
- 小姑：陳燕娜，陳紹澧胞妹
- 姑婿：沈家祥，陳燕娜丈夫